# Canon EOS 500D
Die Canon EOS 500D (in Japan EOS Kiss X3, in Nordamerika EOS Rebel T1i) ist eine digitale Spiegelreflex-Kamera des japanischen Herstellers Canon, die im Mai 2009 in den Markt eingeführt wurde. Sie wird inzwischen nicht mehr produziert.

## Geschichte
Das Gerät ist die erste Kamera aus der Familie der Canon-EOS-Digitalkameras mit dreistelliger Modellnummer, mit der auch Videoaufnahmen möglich sind.

## Technische Merkmale
Die Kamera besitzt einen Bildsensor mit einer Auflösung von 15,1-Megapixel (4752 × 3168). Der Belichtungsindex kann im Bereich von ISO 100 und ISO 12.800 eingestellt werden. Neben der Fotofunktion bietet die Kamera auch die Möglichkeit Videoaufnahmen zu machen.
Die Kamera besitzt im Weiteren die folgenden Merkmale:
- Autofokus im Live-View-Modus
- 9-Punkt-Autofokus (Mittlerer AF-Punkt mit Kreuzsensor)
- 3,0″-LCD (920.000 Subpixel)
- 3,4 Bilder/Sekunde
- EOS Integrated Cleaning System
- Videomodus: Full HD mit 1920×1080p bei 20 fps (1280×720p bei 30 fps)
- 14-Bit-A/D-Wandler
- Kompatibel mit allen EF/EF-S-Objektiven und EX-Speedlites-Blitzgeräten
- DIGIC-4-Prozessor

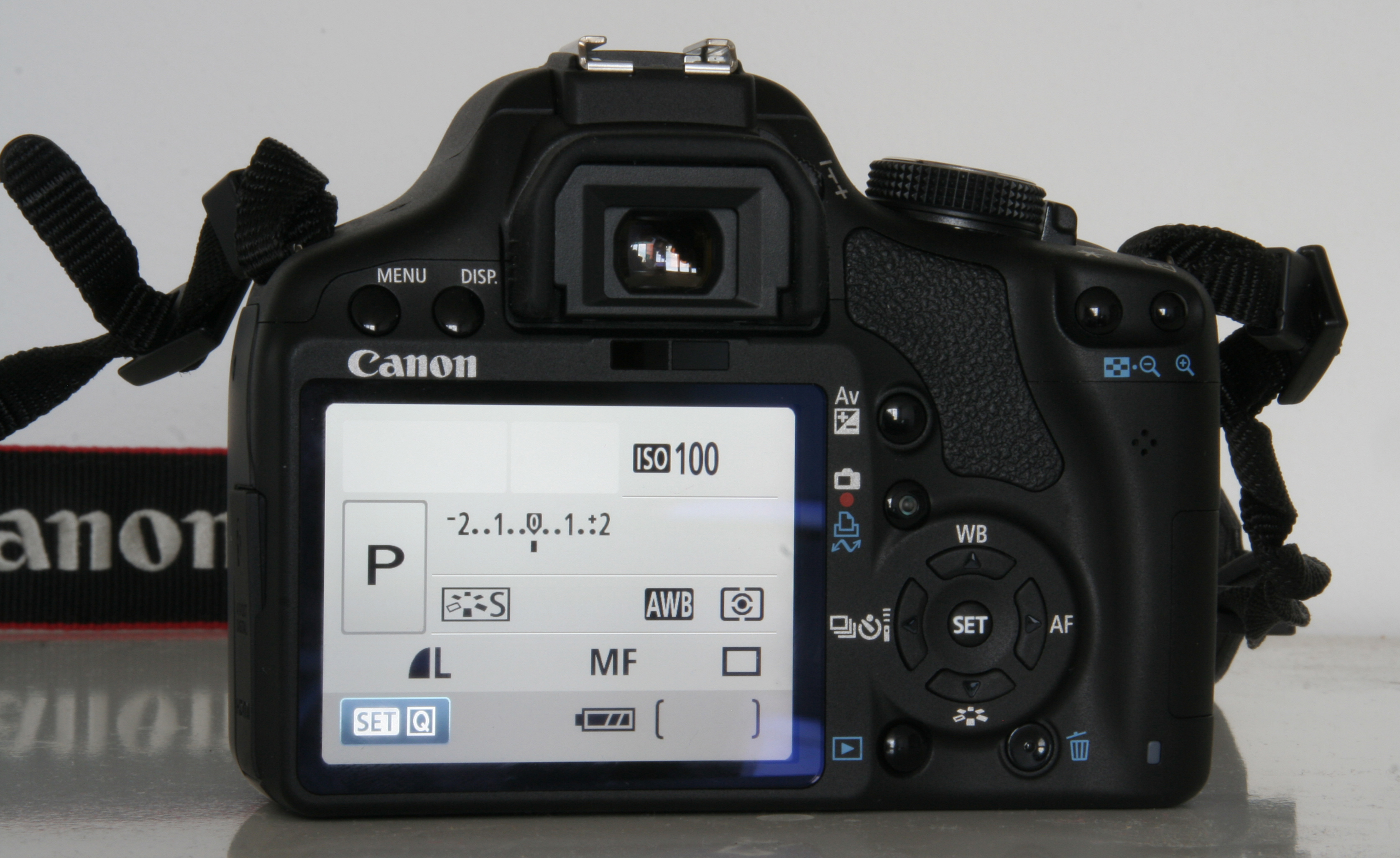
Rückseite einer EOS 500D